# Hospitales (estación)
Hospitales es una estación ferroviaria que forma parte de la red del Metro de Santiago de Chile. Se encuentra subterránea, entre las estaciones Plaza Chacabuco y Puente Cal y Canto de la Línea 3.

## Características y entorno

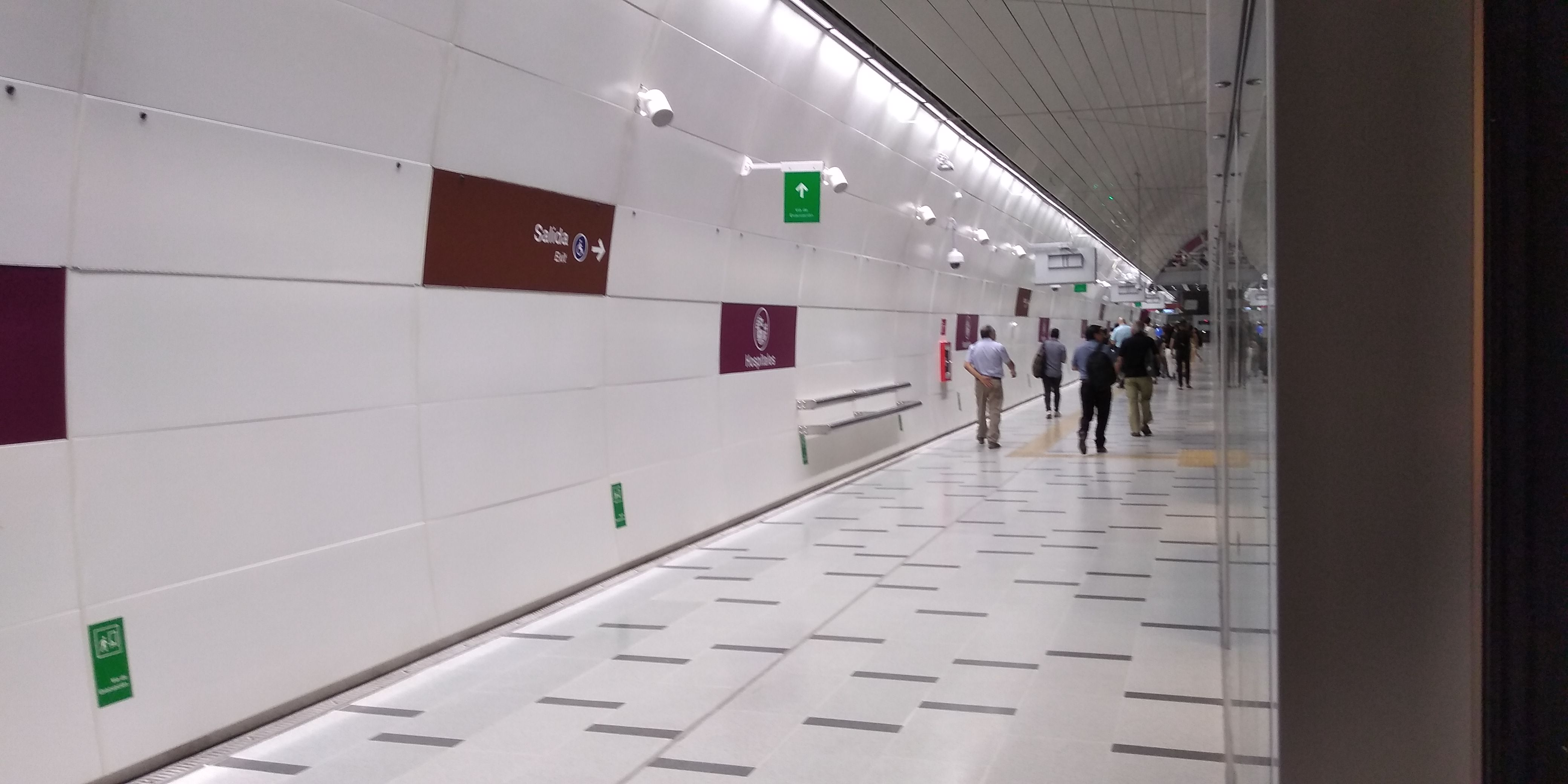
Vista de uno de los andenes de la estación.

Está emplazada en la intersección de la Avenida Independencia, las calles Bezanilla y Profesor Alberto Zañartu. El entorno de la estación se encuentra un supermercado Ekono, farmacias, Biblioteca pública Pablo Neruda, una sucursal del Banco Estado y el Campus Norte de la Universidad de Chile (donde se encuentra la Facultad de Medicina, de Odontología y de Ciencias Químicas y Farmacéuticas), Hospital San José, Hospital Roberto del Río, Instituto Nacional del Cáncer, entre otros.
La entrada a la estación se ubica frente a la Biblioteca Central Dr. Amador Neghme R. de la Facultad de Medicina de la Universidad de Chile, en terrenos que le pertenecían anteriormente a esta última (donde se encontraba la Plaza Blest) y en cuya construcción se encontraron restos arqueológicos probablemente de una escuela pública de mujeres del barrio La Chimba.

### Accesos
| Acceso | Intersección                                   |
| ------ | ---------------------------------------------- |
| A      | Av. Independencia con Profesor Alberto Zañartu |

## Origen etimológico
El nombre se debe a la cercanía de la estación con tres hospitales: el Hospital Clínico de la Universidad de Chile (ex José Joaquín Aguirre), el Hospital San José y el Hospital Roberto del Río, además del Instituto Nacional del Cáncer. Además, la estación está contigua a la Facultad de Medicina de la Universidad de Chile. En el pictograma que representa a la estación se presentan las fachadas del Hospital San José, el Hospital José Joaquín Aguirre y el Instituto Nacional del Cáncer. En los informes previos al inicio de las obras de construcción, la estación poseía el nombre preliminar de «Hospital J.J. Aguirre», siendo cambiado posteriormente por su denominación actual.
Diversas agrupaciones ciudadanas y de vecinos del sector han planteado que la estación reciba el nombre de Eloísa Díaz, primera médico chilena.

## MetroArte
El 12 de agosto de 2021 se presentó oficialmente el mural titulado Serendipia, el cual fue realizado por el artista Francisco Tapia. La obra pretende expresar un sentimiento de esperanza e imaginación. También tiene como objetivo reconocer los aportes que han realizado las mujeres al desarrollo científico y a los trabajadores de la salud.

## Galería

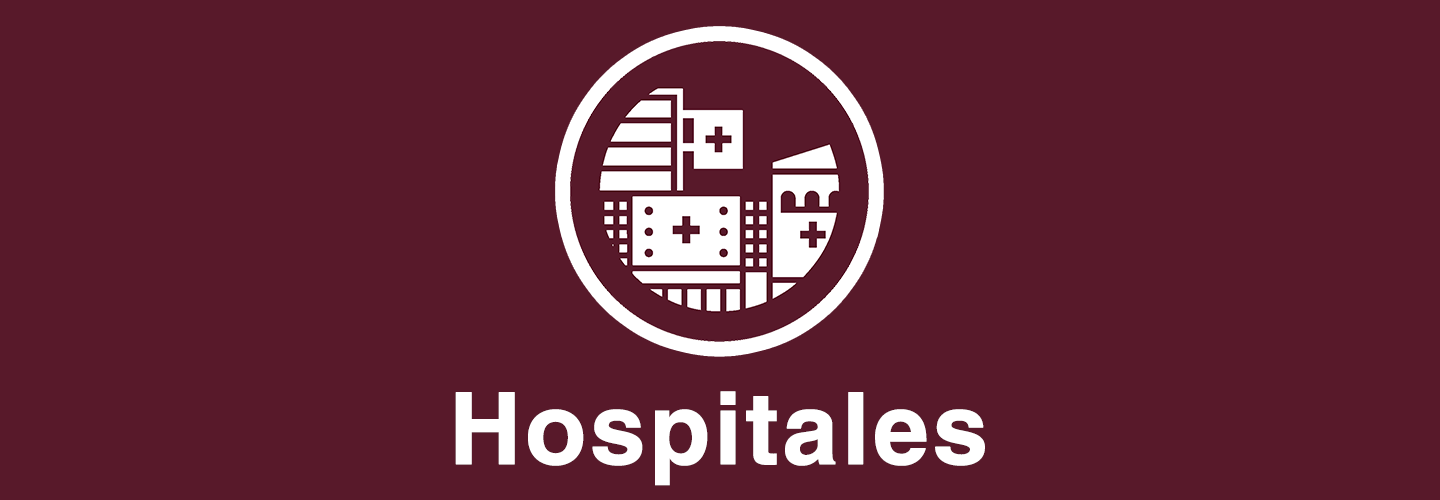
Cenefa utilizada actualmente en los andenes.

## Conexión con Red Metropolitana de Movilidad
La estación posee 5 paraderos de la Red Metropolitana de Movilidad en sus alrededores, sin la existencia de las paradas 2 y 4, los cuales corresponden a:
| Paradero/ Código                     | Recorridos |
| ------------------------------------ | --- |
| Parada 1 / Metro Hospitales (PB1953) | 201 (San Bernardo) - 230 (Centro) - 264n (Santo Tomás) - 308 (Mapocho) - B02 (Centro) - B14 (Mapocho) - B26 (Metro Estación Central) - B27 (Metro Salvador)                                 |
| Parada 3 / Hospitales (PB901)        | 214 (Santa Olga) |
| Parada 5 / Metro Hospitales (PB1899) | B02 (El Barrero) - B02n (El Barrero) - B17 (Arzobispo Valdivieso) - B25 (Metro Cerro Blanco) - B41 (Metro Cerro Blanco)                                                                     |
| Parada 6 / Metro Hospitales (PB1954) | 201 (Mall Plaza Norte) - 230 (Centro) - 264n (Pedro Fontova) - 308 (Lo Marcoleta) - B14 (El Salto) - B25 (Metro Vespucio Norte) - B26 (Metro Los Libertadores) - B27 (Metro Vespucio Norte) |